# Guinecourt
Guinecourt település Franciaországban, Pas-de-Calais megyében. Lakosainak száma 14 fő (2022. január 1.). Guinecourt Croisette, Linzeux, Œuf-en-Ternois, Héricourt és Blangerval-Blangermont községekkel határos.

## Népesség
A település népességének változása:
| Lakosok száma | 72   | 78   | 68   | 70   | 53   | 28   | 16   | 19   | 18   | 14   |
|               | 1793 | 1841 | 1866 | 1896 | 1926 | 1968 | 2004 | 2011 | 2016 | 2022 |